# John H. Bieling

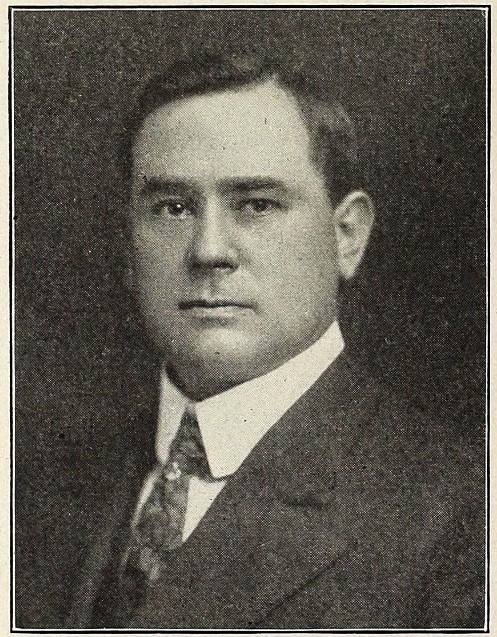
John Bieling (um 1914)

John H. Bieling (* 15. März 1869 in New York City; † 30. März 1948 in Hempstead, Nassau County) war ein US-amerikanischer Sänger (Tenor), der wegen seiner klaren und feinen Intonation als The Canary bekannt war.

## Leben
In seiner Jugend arbeitete Bieling in einer Glasmalermanufaktur. Daneben trat er mit dem Manhanset Quartet, einem Barbershop-Quartett, bestehend aus ihm, George J. Gaskin, Joe Riley und Walter Snow, in der Bowery auf. Ab 1892 machte das Quartett Aufnahmen bei der United States Phonograph Company, bei Columbia Records, Edison, Berliner und anderen.
1901 schloss Gaskin einen Exklusivvertrag mit Columbia, was das Ende des Manhanset Quartet bedeutete. Bieling gründete nun mit S. H. Dudley, Harry Macdonough und William F. Hooley das Haydn Quartet (auch Hayden Quartet), das bei Victor Hymnen, Balladen, Weihnachtslieder und Minstrel Songs aufnahm und daneben als The Edison Quartet für Edison Records arbeitete. 1909 wollte die Victor Company Quartettaufnahmen mit dem Startenor Billy Murray machen und bildete mit Bieling und Hooley vom Haydn Quartet sowie Steve Porter das American Quartet. Als 1912 der Countertenor Will Oakland mit der Gruppe aufzunehmen begann, wurde sie in Heidelberg Quintet umbenannt.
Bieling war einer der Pioniere der Musikaufnahme zu Beginn des 20. Jahrhunderts und wirkte an mehreren tausend Aufnahmen mit. Durch seine vielfältigen Engagements überanstrengte er seine Stimme, so dass er mit Aufnahmen mit dem American Quartet 1913 seine aktive Laufbahn als Sänger beenden musste. Er arbeitete noch einige Zeit im Verkauf von Columbia Records und gründete 1915 seine eigenen Victrola Shops. 1926 setzte er sich in Hempstead zur Ruhe.